# Musca patersoni
Musca patersoni är en tvåvingeart som beskrevs av Zielke 1971. Musca patersoni ingår i släktet Musca och familjen husflugor. Inga underarter finns listade i Catalogue of Life.